# ノヴォアルハンゲリスク
ノヴォアルハンゲリスク（ロシア語:Ново-Архангельск）は、1799年の設立からアラスカに存在したロシア帝国の旧植民地である。1867年にロシアのアメリカ領土がアメリカ合衆国に売却された後、シトカに改称された。

## 地理
シトカ湾に面しており背後は山々に囲まれている。現在は休火山となっている成層火山のエッジカンベ山（標高980メートル）は、晴れた日には都市中心部からも望むことができる。
トウヒ材が産出されたが水分が多く腐りやすかった。

## 歴史
1804年のシトカの戦いでアラスカ先住民を破ったことにより、本格的に都市の建設が始まった。その後、露米会社が移転してきたことにより急速な発展を見せることになる。
1822年にサンクトペテルブルクから運ばれてきた資材でキャッスルヒルに鉄屋根の総督邸が建てられる。鉄屋根と塗料により特有の気候による家屋の腐食を防ぐ目的があった。
1830年、ベーリング海峡からカリフォルニアまでの北アメリカ西部の海岸を探検する目的でアラスカに到着したフェルディナント・フォン・ウランゲル男爵は 、ノヴォアルハンゲリスクに磁気気象観測所を設立した。
1867年3月30日、ロシア駐米大使エドゥアルド・ステクルと米国国務長官ウィリアム・スワードがアラスカ売却条約に署名した。 6月20日、ワシントンで批准書の交換が行われ、条約は発効した。 1867年10月18日、ノヴォアルハンゲリスクでロシアの国旗が降ろされた。